# Saurauia klemmei
Saurauia klemmei är en tvåhjärtbladig växtart som beskrevs av Elmer Drew Merrill. Saurauia klemmei ingår i släktet Saurauia och familjen Actinidiaceae. Inga underarter finns listade i Catalogue of Life.